# Okhansk
Okhansk (en russe : Оханск) est une ville du kraï de Perm, en Russie, et le centre administratif du raïon Okhanski. Sa population s'élevait à 7 205 habitants en 2013.

## Géographie
Okhansk est située sur la rive droite de la Kama, large à cet endroit de 1 130 m en raison du barrage de Votkinsk. Elle se trouve à 59 km — 66 km par la route — au sud-ouest de Perm.

## Histoire
La première mention du village d'Okhannoïe (Оха́нное) remonte à l'année 1547. Il était également appelé Okhanskoïe (Оха́нское) ou Okhan (Оха́н, Оха́нь). La localité a le statut de ville depuis 1781.
Le 30 août 1887 (11 septembre dans le calendrier grégorien), une boule de feu est apparue dans le ciel d'Okhansk, accompagnée de détonations, puis une pluie de pierres s'est abattue sur le village de Tabory (ru), 17 km au nord-ouest d'Okhansk. Environ 500 kg de la météorite ont été retrouvés. La météorite d'Ochansk (une ancienne translittération d'Оханск) est une chondrite de type H4 ; c'est la chondrite H4 la plus massive connue et la 4e plus massive de toutes les chondrites H.

## Population
Recensements (*) ou estimations de la population
| 1856  | 1897* | 1913  | 1926* | 1959* | 1970* |
| ----- | ----- | ----- | ----- | ----- | ----- |
| 1 000 | 1 894 | 2 400 | 1 914 | 7 984 | 7 478 |

| 1979* | 1989* | 2002* | 2010* | 2012  | 2013  |
| ----- | ----- | ----- | ----- | ----- | ----- |
| 7 129 | 8 414 | 7 994 | 7 250 | 7 301 | 7 205 |